# Saattue
Saattue es una banda de heavy metal formada en 2001. La banda lanzó su primer EP llamado Kivisydän en el año 2004, y posteriormente se lanzó la demo Ikiuneen en el año 2006. En el año 2007 la banda firmó un contrato de grabación con Spikefarm Records y como resultado se lanzó su primer álbum de estudio Jäähyvästi en el año 2008. El segundo álbum de la banda, llamado Vuoroveri, fue publicado el 21 de octubre de 2009.
La música de Saattue combina la lengua finesa, los elementos sombríos, brutales y atmosférica. está profundamente arraigada en el doom metal y como subgénero de metal extremo. Además, en la música de la banda han influido bandas como Mana Mana.

## Miembros
- Tuukka Koskinen - Vocalista
- Harri Lampinen - Guitarra
- Tero Kalliomäki - Guitarra
- Jani Koskela - Guitarra
- Samu Lahtinen - Bajo
- Mikael Ahlsten - Batería

### Miembros antiguos
- 2001 al 2002 - P. Pauanne - batería
- 2002 al 2003 - P. Salo - batería
- 2001 al 2004 - Heinonen - bajo
- 2003 al 2005 - T. Kristian - batería
- 2001 al 2005 - V. Mänty - vocal/guitarra

## Discografía

### Álbumes de estudio
- 2008 - Jäähyvästi - Spinefarm Records
- 2009 - Vuoroveri - Spinefarm Records
- 2016 - Kärsimysnäytelmä - Endless Desperation Prod.

### EP
- 2004 - Kivisydän - omakustanne

### Demos
- 2001 - Demo 2001 - omakustanne
- 2002 - Demo 2002 - omakustanne
- 2006 - Ikiuneen - omakustanne